# Vörös tölgy

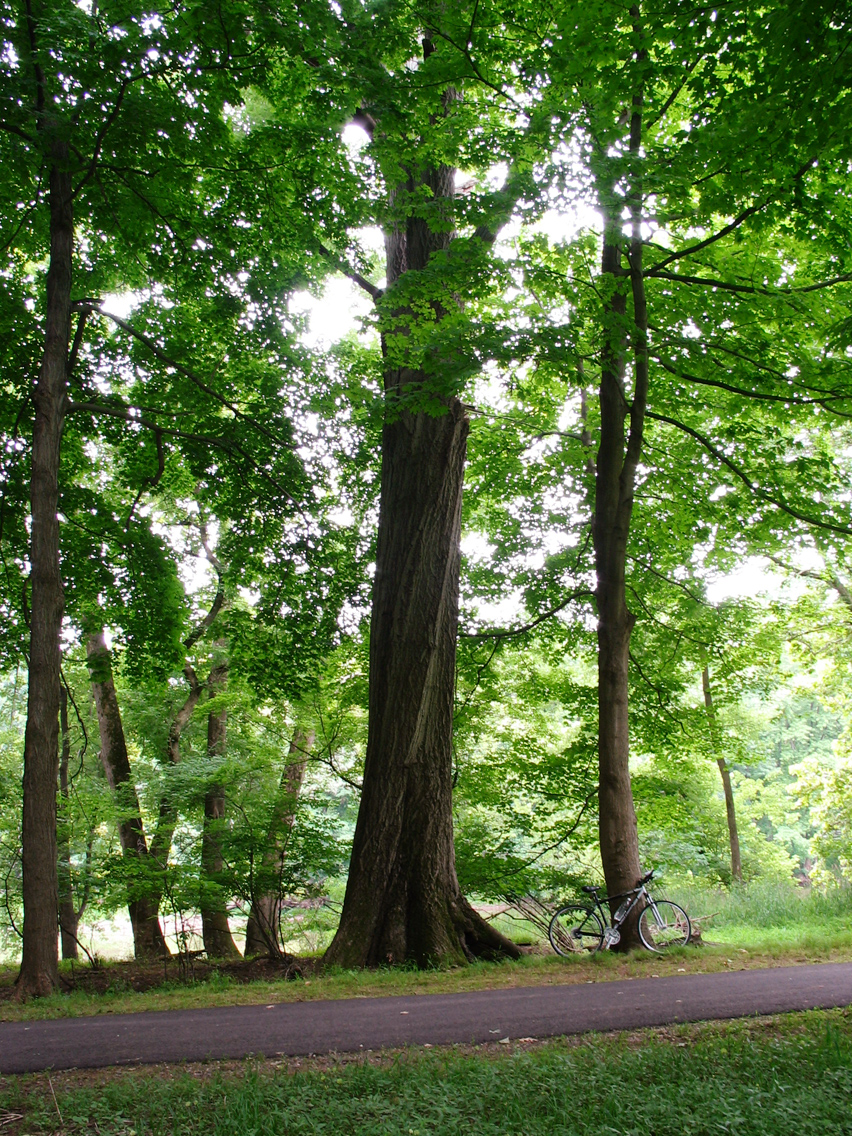
Vörös tölgy a Duke Island Park botanikus kertben (USA, New Jersey). Méreteit jól érzékelteti a mellette álló kerékpár

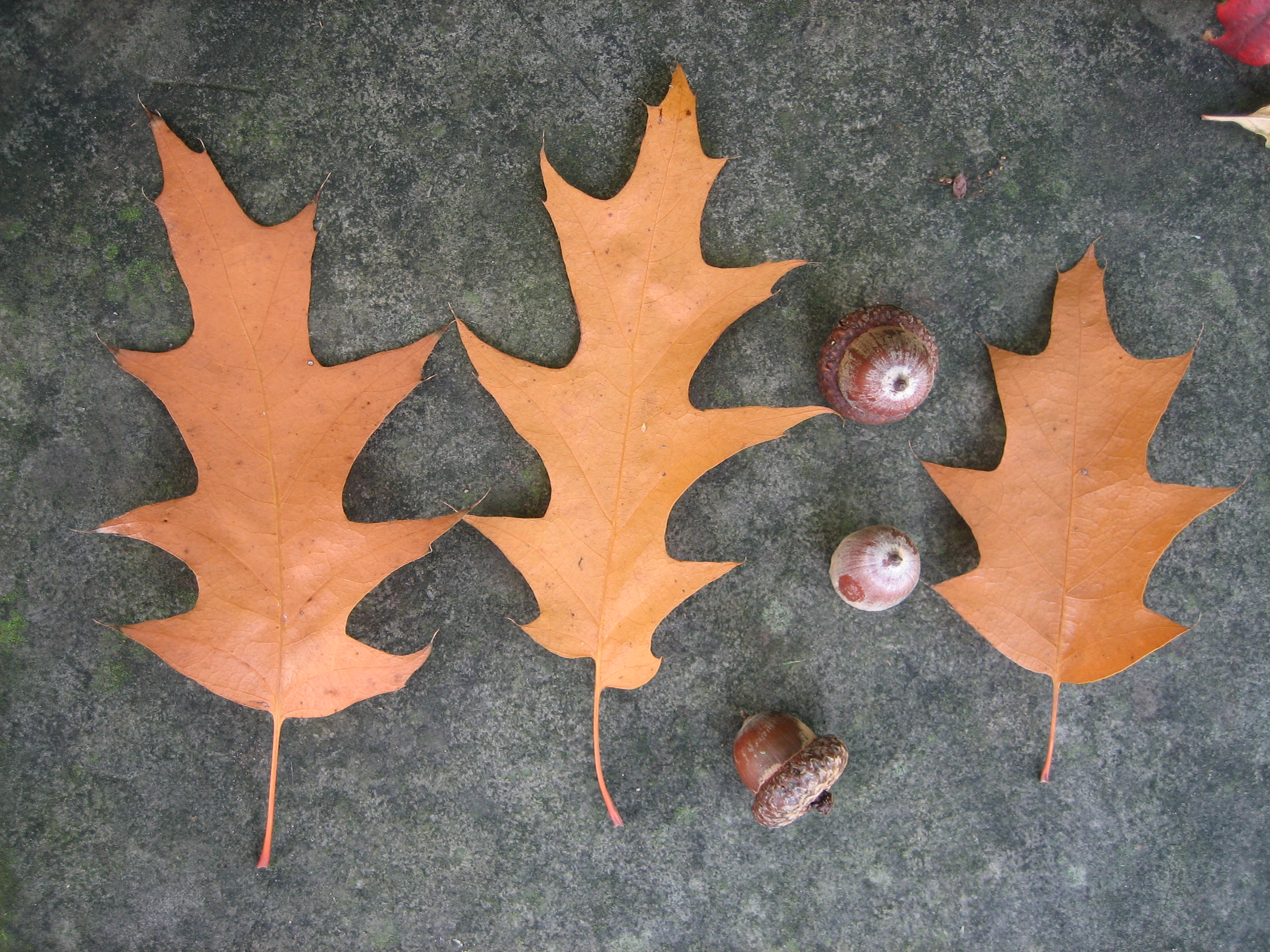
Őszi levelek és makkok

A vörös tölgy (Quercus rubra, syn.: Quercus borealis)  a valódi kétszikűek kládjának bükkfafélék (Fagaceae) családjába, azon belül a tölgy (Quercus) nemzetségbe tartozó faj. Amerikai tölgynek, illetve amerikai vöröstölgynek is nevezik.

## Előfordulása
Észak-Amerika keleti felén egészen Kanada déli vidékeiig erdőalkotó. Nyugat-Európa parkjainak kedvelt díszfája.

## Jellemzése
Fa, amely 30–35 m magasra nőhet, a hazai tölgyfajoknál gyorsabban. Koronája nagy, telt, gömbös. Ezüstszürke kérge eleinte viszonylag sima, idővel mélyen barázdált. Ágai vaskosak, vörösesbarna vesszői simák. Hosszúkásan tojásdad rügyei világosbarnák, a csúcsuk hegyes, a rügypikkelyek széle rányomottan szőrös.
20 cm hosszú, 15 cm széles levelei mélyen karéjosak, a korona felső részén osztottak (az osztatok szálkásan fogazottak). A felszínük sima, sötétzöld, fonákjuk világosabb, az érzugokban barna szőrcsomós. A levélnyél 2–3 cm hosszú. Lombja ősszel vörösesbarnára vagy élénkvörösre színeződik, erről kapta a nevét.
Sárgászöld porzós barkái áprilisban nagy csomókban csüngenek a zsenge hajtásokon; a rövid nyélen lógó termős virágok a levelek hónaljában rejtőznek.
A lapos kupacsú, 3 cm-es, fényes makkok két év alatt érnek be.